# Пенелопа світлоголова
Пенелопа світлоголова (Penelope argyrotis) — вид куроподібних птахів родини краксових (Cracidae).

## Поширення
Вид поширений на півночі Колумбії та Венесуели. Населяє густий вологий праліс, хоча іноді трапляється і в вторинних лісах, затінених кавових плантаціях, а у верхів'ях сухий ліс.

## Підвиди
Включає три підвиди:
- Penélope argyrotis argyrotis (Bonaparte, 1856) — в горах Сьєрра-Невада-де-Санта-Марта в Колумбії.
- Penélope argyrotis colombiana (Todd, 1912) — мешкає в гірських лісах на півночі Колумбії та Венесуели.
- Penélope argyrotis albicauda — в горах Сьєрра-де-Періха на кордоні Колумбії та Венесуели.